# 무쌍보

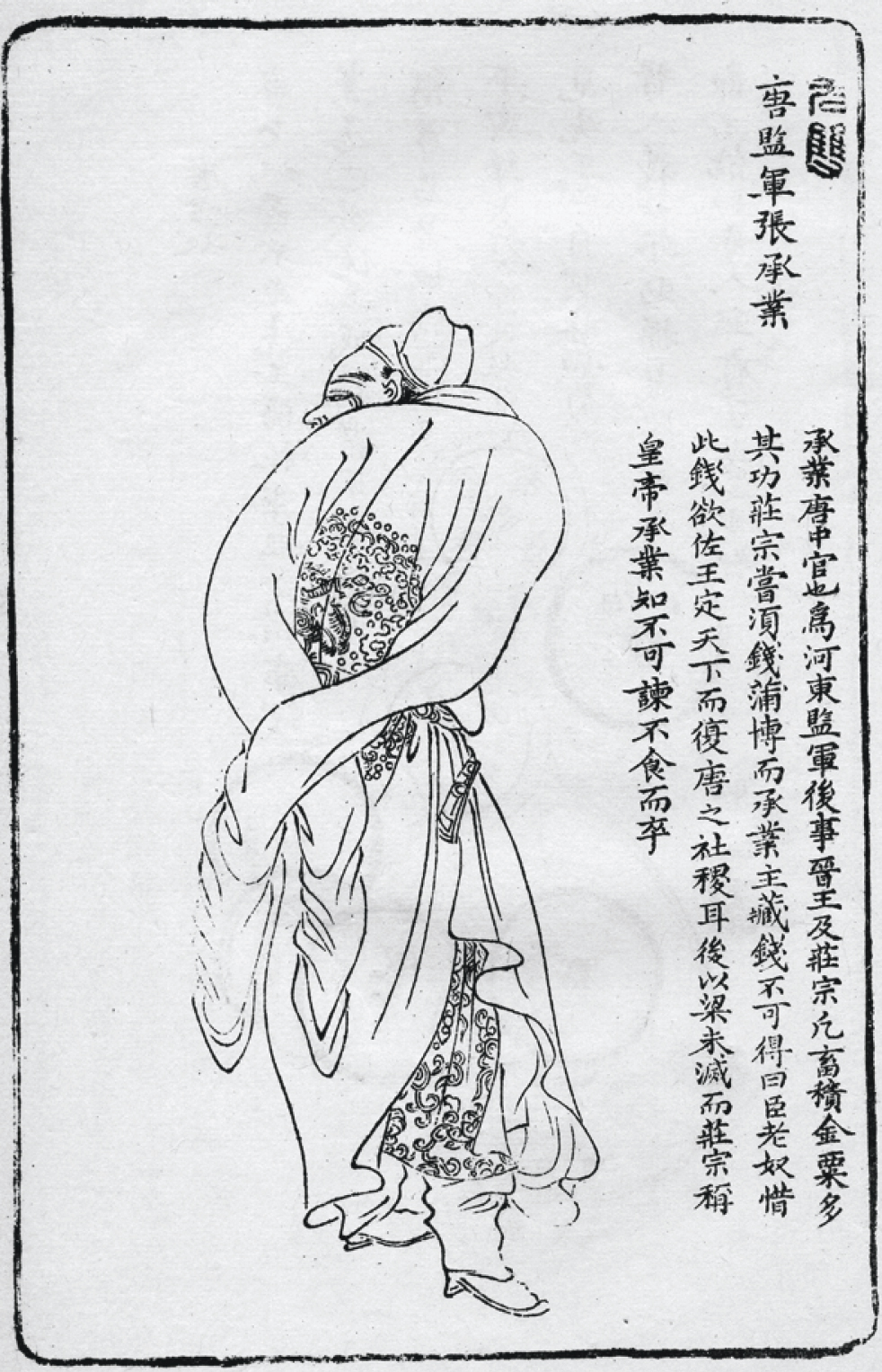
장 청계; 무쌍보

무쌍보(無雙譜, 비교할 수 없는 영웅의 표가)는 청나라 초기에 Jin Guliang(金古良)이라고도 불리는 화가 Jin Shi(金史, 1625 ~ 1695)가 1694년에 만든 책이다. 이 책은 한나라 시대에서 송나라 시대 사이의 40명의 저명한 위인들의 전기와 상상화가 포함되어 있다. 책의 그림은 도자기를 장식할 때 널리 배포되었다. Jin Shi는 Zhu Gui(朱圭, 1644 ~ 1717)와 함께 책을 편찬했다. Jin Shi는 그의 책에서 영웅들이 맞먹는 자가 없고 뛰어나기에 비할 데 없다고 한다.

## 일부 영웅
장량, 항우, 복승, 동방삭, 장건, 소무 (전한), 사마천, 조아 (후한), 반초, 반소 (시인), 손책, 제갈량, 양호 (삼국지), 도연명, 왕맹, 사안, 화목란, 측천무후, 적인걸, 곽자의, 이백, 풍도 (882년), 전류 (오대), 악비, 문천상